# Cephalcia alpina
Cephalcia alpina är en stekelart som först beskrevs av Johann Christoph Friedrich Klug 1808.  Cephalcia alpina ingår i släktet granspinnarsteklar, och familjen spinnarsteklar. Arten är reproducerande i Sverige.